# Yigoga denticulosa
Yigoga denticulosa là một loài bướm đêm trong họ Noctuidae.